# Thosk
Il thosk è una lingua artificiale progettata nel 1992 dall'insegnante e linguista Dean Easton. La lingua mostra una chiara origine indoeuropea, ed il suo glossario, disponibile online, include derivazioni per molte parole. Il thosk possiede un alfabeto composto da 22 fonemi, di cui 17 consonantici e 5 vocalici. La maggior parte dei fonemi, i gruppi consonantici possibili, e la grammatica risultano familiari ad un locutore inglese. A differenza di molte lingue artificiali (soprattutto quelle ausiliarie), il thosk è una lingua naturalistica - una lingua "possibile" con una protostoria plausibile.
Il thosk apparterrebbe ad un'ipotetica diramazione della famiglia delle lingue indoeuropee.
Estratto: Il Padre Nostro
Naze adar u tevumbez
si je vaze nom bu jankakun
si je vaze reki kume
si je vaze und bu hurun
u thir sem o bu hurun u tevumbez.
Ta be naz tha tini lef,
vituzak tha naze vregure
sem naz vituzak tha vregurende red naz,
i ne tug tha naz be proft
ma ludrak tha naz iz vregost
iri reki bu theve,
i moht i ervod ger din.
Amen.